# سیارک ۱۰۹۲۴
سیارک ۱۰۹۲۴ (به انگلیسی: 10924 Mariagriffin، نامگذاری:1998BU25) ده هزار و نهصد و بیست و چهارمین سیارک کشف شده‌است که در ۲۹ ژانویه ۱۹۹۸ کشف شد.
قدر مطلق سیارک برابر ۱۲٫۷۰ است.